# Ursavus
Ursavus es un género extinto de mamíferos de la familia Ursidae que existió en América del Norte, Europa, África y Asia durante el mioceno. Existió durante 17,7 millones de años aproximadamente, dispersándose aparentemente de Asia hacía Norteamérica hace 20 millones de años. Convirtiéndose en el primer miembro de la familia Ursidae en el Nuevo Mundo. Ursavus pudo evolucionar en Norteamérica y migrar al oeste asiático.
Ursavus fue nombrado por Schlosser (1899). Fue asignado a Ursidae por Schlosser (1899) y RL Carroll (1988); y asignado a Ursavini por RM Hunt (1998) y Jin et al. (2007).

## Distribución y biocronología de restos fósiles
- Pawnee Buttes Site, Weld County, Colorado (U.  pawniensis) ~23.03—5.3 Millones de años.
- Pasalar site, Bursa, Turquía (U. primaevus)  ~16—13.7 Millones de años.
- Baigneaux-en-Beauc, Alsac, Francia (U. brevirhinus) ~16.9—16.0 Millones de años.
- Hambach mine horizon 6C, Alemania (U. elmensis ~16.9—13.7 Millones de años.
- Yost Farm Site, Saskatchewan, Canadá (U. primaevus) ~16.3—13.6 Millones de años.
- Myers Farm Site, Valentine Formation, Webster County, Nebraska (U. brevirhinus) ~16.3—13.6 Millones de años.
- Lufeng site, Yunnan, China (U. depereti) ~9—5.3 Millones de años.